# Ivan Nagayev
Ivan Nagayev (Tashkent, 3 luglio 1989) è un ex calciatore uzbeko, di ruolo attaccante.

## Carriera

### Club
Nagaev giocò per Metallurg Bekobod, Navbahor Namangan, ancora al Metallurg Bekobod (con la formula del prestito) e nella Dinamo Samarcanda.

### Nazionale
Partecipò al mondiale Under-20 2009, con la Nazionale di categoria. Nel 2012, debuttò anche nella selezione maggiore.